# Набоков, Александр Михайлович
Александр Михайлович Набоков (род. 10 февраля 1971, Москва) — советский и российский журналист, редактор, издатель. Главный редактор и генеральный директор газеты «Книжное обозрение», главный редактор интернет-портала «Книжное обозрение».

## Биография
Родился в 1971 году в Москве.
Окончил факультет журналистики МГУ.
В газету «Книжное обозрение» пришёл в 1989 году курьером, когда ей руководил главный редактор Евгений Аверин.
Работал корреспондентом, верстальщиком, начальником отдела, ответственным секретарем и заместителем главного редактора. В марте 2010 года сменил Александра Гаврилова на посту главного редактора.
После закрытия бумажной версии газеты - главный редактор интернет-портала «Книжное обозрение».
Активный участник книжной жизни России, член жюри премий и конкурсов. Представляет газету на книжных выставках в России и за её рубежами. 
Один из организаторов Международного литературного фестиваля для детей и молодежи (г. Астрахань).
Постоянный участник и ведущий благотворительной акции книгодарения «Книготерапия от RUSSCO».
Награждён почётными грамотами «за активное участие в организации Минской международной книжной ярмарки», грамотами Ассоциации российских книгоиздателей и книгораспространителей.
Секретарь Союза писателей Москвы.
Секретарь Русского ПЕН-Центра.